# Xiang Peng
Pour les articles homonymes, voir Xiang.
Dans ce nom chinois, le nom de famille, Xiang, précède le nom personnel Peng.
Xiang Peng, né le 8 avril 2003 à Wenling, est un pongiste chinois.

## Biographie
En 2018, il est sacré champion du monde junior en double messieurs avec Xu Haidong et en par équipes avec la Chine.
L'année suivante, dans cette même compétition, il remporte cette fois le titre en simple et en par équipes.
En 2021, il reproduit cette performance en gagnant à nouveau ces deux tableaux.
En 2022, il perd trois finales en simple au niveau senior international. Il s'incline successivement contre Lin Yun-ju au WTT Contender de Zagreb, puis contre Jang Woo-jin au WTT Feeder d'Otocec et enfin Lin Shidong au WTT Feeder de Budapest.
En 2024, il s'adjuge le tableau en simple et en double messieurs avec Yuan Licen du WTT Feeder de Olomouc. Il s'agit de ses premiers titres sur le circuit international senior.
En 2025, il gagne le WTT Champion d'Incheon en battant en finale Lee Sang-su par 4 sets à 0,. Il élimine de nombreuses tête série au cours du tournoi telles que Hugo Calderano ou encore Patrick Franziska.
Il est le 10e joueur mondial en juillet 2025.

## Parcours en club
Il signe pour le club de Jura Morez qui évolue en pro A pour la saison 2023-2024. Il s'impose comme le leader principal de son équipe.